# Odznaka honorowa „Zasłużony dla Łączności”
Odznaka honorowa „Zasłużony dla Łączności” – polskie odznaczenie resortowe ustanowione 4 lipca 1996 i nadawane przez ministra właściwego do spraw łączności, jako zaszczytne honorowe wyróżnienie przyznawane pracownikom działu łączność administracji rządowej oraz: osobom pełniącym służbę w jednostkach organizacyjnych związanych z łącznością, a także pracownikom i członkom innych jednostek organizacyjnych, organizacji zawodowych, związkowych i społecznych działających w dziedzinie łączności. Odznaka jest jednostopniowa i może być nadana tylko raz.
Zastąpiła istniejącą w latach 1969–1996 Odznakę „Zasłużony Pracownik Łączności”.
Odznaka ma kształt ośmiopromiennej gwiazdy o średnicy 25 mm; jest wykonana z metalu w kolorze złotym. Na licowej stronie odznaki, w środku gwiazdy, na okrągłej tarczy jest umieszczony symbol poczty – trąbka na tle masztu radiowo-telewizyjnego; wokół tarczy, na otoku z białej emalii, jest umieszczony napis „ZASŁUŻONY DLA ŁĄCZNOŚCI”. Na odwrotnej stronie odznaki, w otoku, znajduje się napis „RZECZPOSPOLITA POLSKA”. Odznaka jest zawieszona na metalowej prostokątnej zawieszce, o wymiarach 25 × 6 mm, w kolorze odznaki. Na środku zawieszki jest umieszczona lilijka. Po obu stronach lilijki są umieszczone dwa poziome emaliowane paski: niebieski i czarny. Odwrotna strona zawieszki jest gładka.